# Variaciones Enigma

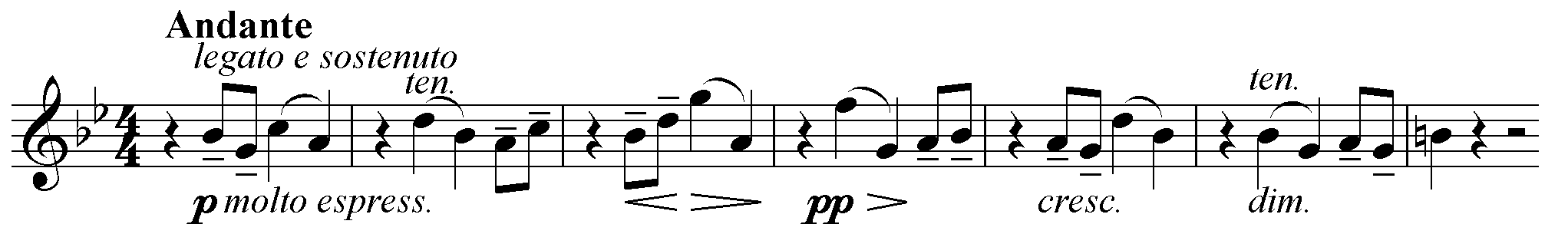
Tema de las Variaciones Enigma.

Variaciones sobre un tema original para orquesta Op. 36 "Enigma", comúnmente referidas como Variaciones Enigma es una serie de catorce variaciones musicales compuestas por Edward Elgar en 1899. Es una de las obras de Elgar más conocidas, tanto por la música en sí, como por el enigma que se esconde tras ella. Elgar dedicó la obra a "mis amigos retratados en ella"; cada variación muestra un emotivo retrato de algunas de sus relaciones sociales más cercanas.

## Historia
Se cuenta [¿quién?] que un día de 1898, después de una extenuante jornada de enseñanza, Elgar soñaba frente al piano. Una de las melodías que improvisó llamó la atención de su esposa, y como le agradó, le pidió que la repitiera. Entonces, para entretener a su mujer, empezó a improvisar variaciones, cada una retratando a un amigo, o al estilo musical que podría usar. Más adelante, Elgar expandió estas variaciones y las orquestó, formando las "Variaciones Enigma".
Fue estrenada en Londres el 19 de junio de 1899, bajo la dirección de Hans Richter. La crítica al principio se irritó por la apariencia complicada de la obra, pero luego la sustancia, estructura y orquestación produjo su admiración. Desde entonces se convirtió en una pieza muy exitosa.

## El enigma
La obra esconde un tema principal oculto y que nunca es tocado. Elgar dejó varias pistas para dar con la respuesta, y aunque recibió varias propuestas de solución a lo largo de su vida, el compositor rechazó todas hasta su muerte. Las pistas son:
- El tema involucra un "refrán oscuro"
- El tema jamás se interpreta a lo largo de la obra
- El tema es, en palabras de Elgar, "muy conocido"
- Solo Dora Penny, amiga del compositor que sirvió de inspiración para la variación n.º 10, fue la única persona que podría adivinar la solución.

## Instrumentación
La obra está orquestada para un piccolo, dos flautas, dos oboes, dos clarinetes en si bemol, dos fagotes, un contrafagot, cuatro trompas en fa, tres trompetas en fa, tres trombones, una tuba, timbales, un tamboril, un triángulo, un tambor bajo, un címbalo, un órgano y una sección de cuerdas.